# Walter Westrupp
Walter Westrupp (* 12. Februar 1946 in Krumbach, Bayern) ist ein deutscher Liedermacher, Multiinstrumentalist, Autor, Objektkünstler und Grafiker, der in Essen-Schönebeck lebt und arbeitet.

## Leben
Westrupp lebt seit 1947 im Ruhrgebiet und wuchs in Essen-Frohnhausen auf. Er absolvierte eine Ausbildung zum Betonbauer bei Hochtief in Essen. Danach schlug er sich mit diversen Jobs im gastronomischen Bereich durch und studierte zwei Semester Posaune an der Musikhochschule Duisburg. Von 1968 bis 1969 absolvierte er seinen Wehrdienst als Ordonnanz. Von 1973 bis 1975 machte er sich mit seinem Kunstgewerbelädchen „DABBELJU“ selbstständig. Von 1976 bis 2003 arbeitete er als technischer Angestellter beim RWTÜV in Essen und beendete dort seine berufliche Karriere als Leiter der „Grafischen Dienste“.
Er war 48 Jahre verheiratet, ist Vater eines Sohnes und lebt seit 1997 in seinem Haus in Essen-Schönebeck.

## Künstlerisches Schaffen
Westrupp wuchs in einer musikalischen Familie auf, spielte schon früh Flöte und Trompete, lernte in der Jungschar das Gitarrenspiel und blies Posaune in einer Schülerband. Er sang in einer Kantorei, spielte Flügelhorn in einem Posaunenchor und Kaiserbass in einer Jazzband. 1964 stieg er – über die Beschäftigung mit Jugband- und Skiffle-Musik – mit seiner Ukulele und einem Trompetenmundstück in die rege Essener Skiffle-Szene ein und wurde Frontmann und Sänger der Night Reveller Skiffle Group aus Essen-Frohnhausen. Ab 1965 trat Westrupp als Folksänger auf und besuchte die Festivals auf der Burg Waldeck. Dies und der Besuch der Internationalen Songtage Essen 1968 waren für ihn Schlüsselerlebnisse in seiner musikalischen Entwicklung.

### Projekte
- Witthüser & Westrupp: 1967 lernte Westrupp den Essener Liedermacher Bernd Witthüser kennen, der als „Protestsänger des Ruhrgebiets“ Texte des Journalisten Thomas Rother sang. Die beiden gründeten die „1. Essener Kommune“, zogen als 1. Essener Hippies durch die Stadt,[3] erfanden die „Teebeutelhochhebmaschine“ TEHOMA[4] und fielen durch allerlei Nonsens-Aktionen auf. Westrupp schuf zu dieser Zeit den experimentellen Kurzfilm „Konzert für elektrische Kaffeemühle“.[5] 1969 begann Westrupp zusammen mit Witthüser Musik zu machen. Als Duo Witthüser & Westrupp traten sie bis 1973 auf, sie komponierten und spielten mehrere Schallplatten ein und waren häufig im Fernsehen und Radio zu Gast. Sie bespielten diverse Festivals (u. a. Love & Peace Festival Fehmarn, Pop- u. Blues Festivals in Essen, Bremen, Frankfurt) und traten dort mit dem who is who des Rock´n Roll auf, gaben mit ihrer „Trips und Träume“-Musik den deutschen Kiffern eigene Songs in der Landessprache und landeten damit sowohl in Hitparaden wie auch auf den Indizes der Anstalten, bespielten Künstlerkeller, Liedermacherkneipen, Kabarettbühnen und absolvierten mit ihrer „Jesus Oper“ eine Deutschlandtour durch 100 Kirchen. Westrupps Hauptinstrument war die Ukulele. Er setzte bei den Konzerten weitere Instrumente wie Gitarren, Windspiel, Psalter, Piano, Xylophon, Mandoline, Bongos, Harmonium und Blasinstrumente ein. Er war bei Produktionen von Hoelderlin, Jerry Berkers und dem Tarot-Projekt von Walter Wegmüller als Studiomusiker beteiligt. 1973 war er an dem elektronischen Improvisationsprojekt Lord Krishna von Goloka des Schweizer Autors und Publizisten Sergius Golowin beteiligt, bei dem unter anderem auch Klaus Schulze, Bernd Witthüser und Jürgen Dollase mitwirkten. 1973 trennte sich das Duo und Westrupp ging zurück nach Essen.

- Walter h.c. Meier Pumpe: 1973 gründete Westrupp zusammen mit den Essener Musikern Heribert Horstig, Bernd „Curny“ Roland und Wolfgang Klasmeier die Coverband Walter h.c. Meier Gang, in der er Saxophon spielte. Nach kurzer Zeit baute er vermehrt eigene Werke mit deutschen Texten ein, die Musik wurde skiffeliger. Daraus ging schließlich das Ensemble Walter h.c. Meier Pumpe hervor,[6] das sich bis 1987 in der gesamten Bundesrepublik mit Skiffle-Musik und deutschen Texten profilierte. Westrupp agierte als Sänger, darüber hinaus setzte er neben der Ukulele nun unzählige obskure und teils selbstgebaute Instrumente wie den Entenlockruf, die pfeifende Luftpumpe, Tante Bertas Blumenvase, Metallophon, Mund-Sirene, Flexaton, Kindermusikspielzeug, Bandoneon, Flöten, Pömpel und v. a. m. ein. Als „die Skiffler aus dem Kohlenpott“ spielten sie in Jazzclubs, Kneipen, in Galerien und Gefängnissen, bei Stadt- und Parkfesten, waren Hausband beim jährlichen Jazzfestival im Rhein-Ruhr Zentrum und bei der Messe Düsseldorf (boot) sowie fester Bestandteil auf den Bühnen der vom Kölner Harry Owens und Bernhard Paul (später Roncalli) veranstalteten „Historischen Jahrmärkte“. 1999 startete Westrupp mit seinen ehemaligen Mitstreitern ein Revival der Walter h.c. Meier Pumpe, das bis 2004 andauerte. In dieser Zeit bespielten sie auf ausgewählten Events[7] auch mehrmals das Weltkulturerbe Zeche Zollverein, feierten ihr 30. Jubiläum mit ihren Fans in der Dampfbierbrauerei in Essen und beendeten ihre Zusammenarbeit endgültig mit einem letzten Konzert in der ausverkauften Philharmonie Essen.
- BaierWestrupP: 1973 formierte Westrupp gemeinsam mit dem Musiker Frank Baier, den er noch von der Skiffle-Szene der frühen 1960er Jahre her kannte und der in der Anfangszeit in der WhcMP mitspielte, das Duo BaierWestrupp. Beide Musiker komponierten und schrieben Texte und spielten während ihrer Auftritte mehrere Instrumente. Sie steuerten u. a. Kinderlieder zu Fernsehserien wie Sesamstraße und Die Sendung mit der Maus bei, daneben auch Musik zur TV-Reihe Familie Zisch.
- Old Folks Music – Dabbelju Jugband: Von 2007 bis 2012 erfüllte er sich mit den Essener Musikern Heribert Horstig und Detlef Ismael mit Gründung der „Dabbelju Jugband“[8] den langgehegten Wunsch einer Jugband-Formation, in der er alte Skiffle-, Jazz-, Blues- und Jugband-Kompositionen spielte. Er blies den Jug, spielte Mundharmonika und setzte auch bei dieser Musik obskure Instrumente wie den singenden Spachtel, Metallophon, Waschbrett, Kazoo – und natürlich seine Ukulele ein.

## Weitere Aktivitäten
- Bildobjekte mit Spielzeug: 1977 begann Westrupp damit, ausrangiertes Spielzeug seines Sohnes zu sammeln und dieses in Bilder einzuarbeiten, mit schwarz silbrigem Autolack zu überziehen und in Rahmen zu fassen. Aus „Traffiziösen Inspirationen“[9] entstanden Werke wie Andorra Autoschach, Schrottplatz, 5 vor 12 oder blutendes Auto: Einfälle mit Hintersinn und einem Augenzwinkern wurden so zu Denkanstößen.
- Uhren aus Computerschrott: Ab 1990 sammelte er ausrangierte Computerplatinen, Motherboards, Sound- und Grafikkarten, und diese wurden, schwarz-silbrig besprüht und – mit Uhrwerken und ausgewählten Zeigern bestückt – zu begehrten Zeitmessern, vor allem im IT-Bereich.
- Buchprojekt 68er nach Noten: 2000 begann er, seine Erinnerungen an die späten 60 und frühen 70er Jahre im Internet aufzuschreiben, was bis heute andauert (Stand Juli 2021).

## Diskographie
- 1970: Lieder von Vampiren, Nonnen und Toten – mit Bernd Witthüser, LP: Ohr OMM 56.002; CD: OHRCD 56002
- 1970: Einst kommt die Nacht / Wer schwimmt dort (W&W), Single, OHR OS 57002
- 1970: OHRENSCHMAUS (mit W&W) Sampler, Doppel-LP, OMM 2/56.006
- 1971: Trips + Träume – Witthüser & Westrupp, LP: Ohr OMM 556 016; CD: OHRCD 556016
- 1971: Nimm einen Joint, mein Freund (W&W), Single, OHR 57004
- 1971: Mitten ins Ohr (mit W&W) Sampler, Doppel-LP, OHR OMM 2/56018
- 1971: Der Jesuspilz • Musik vom Evangelium – Witthüser & Westrupp, LP: Pilz OHR 2021098-7; CD: 2021098-2
- 1971: Die Erleuchtung, Die Aussendung (W&W), Single, PILZ 05 19041-7
- 1971: Magical Land / Crazy Inspiration (W&W unter dem Pseudonym „The Magic Group“) Single, BASF 05-15012-1
- 1972: Bauer Plath – Witthüser & Westrupp, LP: Pilz 20 29115-4; CD: 2029115-2
- 1972: Bauer Plath / Lied der Liebe (W&W), Single, PILZ 05 19 134-0
- 1972: Unterwegs – Jerry Berkers (Mitwirkung W) LP, PILZ 20 29131-6
- 1972: Rapunzel (Mitwirkung W&W) Sampler, LP, OHR & PILZ 20 29 116-2
- 1972: Hölderlins Traum (Mitwirkung W), LP, PILZ 20 21314-5
- 1973: Lord Krishna von Goloka – Sergius Golowin (Mitw. W) LP, Kosmische Kuriere KK 58002
- 1973: TAROT – Walter Wegmüller (Mitwirkung W) Doppel-LP, Kosmische Kuriere KK 2/58.003
- 1973: Live 68–73 – Witthüser & Westrupp, 2LP: Kosmische Musik KM 2/58.004; CD: OHR 69002-2
- 1974: Deutsche Liedermacher – Songfestival Ingelheim. Live-Mitschnitt (mit BaierWestrupp), LP, Songbird / Electrola 1 C 148-31 124/25
- 1976: Dat muß doch auch wat Späßken bringen – BaierWestrupP, LP, Pläne S 666 01
- 1976: Walter h.c. Meier Pumpe – Walter h.c. Meier Pumpe, LP: Songbird 1C 062-31 140
- 1976: Steamboat Bill / Liebeslied – Walter h.c. Meier Pumpe, Single, Songbird – 1C 006-31 146
- 1977: Unterwegs – Walter h.c. Meier Pumpe, LP: Hansa 25 795 IT
- 1977: Ahoi, wir saufen langsam ab (WhcMP) Single, Hansa –Ariola 11908 at
- 1979: Delikatessen (Mitwirkung WhcMP) Sampler, LP, Stadt Essen 0157 B
- 1980: Verkehrshinweise – Walter h.c. Meier Pumpe, LP: Pumpen-Production 8001
- 1980: Komm mal nach Krefeld / Quer durch USA (WhcMP), Single, Pumpenproduktion IDK 101
- 1980: Witthüser & Westrupp – ZXY Box 1 (W&W, 3 LP, ZYX)
- 1982: M.I.S.T. – Walter h.c. Meier Pumpe, LP: Eigenproduktion XX 1
- 1995: Die Witthüser & Westrupp CD-Collection (W&W) CD, ZYX-MUSIC, ZYX CD 80.026
- 2000: Krautrockzeit – (mit W&W), Sampler, 2 CDs, ZYX 81282-2
- 2003: Musik machen ist nicht schwer (WhcMP), DVD, Eigenvertrieb, WhcMP-DVD XXXL 1
- 2004: Macht das Ohr nochmal auf… (mit W&W) CD, ZYX, OHR 70050-2
- 2004: …als wäre es gestern erst gewesen (W&W), DVD, Eigenregie, WWDVD1
- 2008: Für wen wir singen. Liedermacher in D (mit BaierWestrupp), Verlag Bear Family, div. CDs, auf CD 5 (BCD 16906-5 CP) und CD 7 (BCD 16907-7)
- 2008: Music with a jazzbeat (Old Folks Music/Dabbelju Jugband, CD, Eigenvertrieb) mit W
- 2008: Krautrock – music for your brain (mit W&W), div CDs, Target Music 06024 9831762
- 2018: Der Jesuspilz Live (Witthüser und Westrupp), LP, Sireena Records SIR 4045
- 2020: Innovative Jahre des Krautrock (mit W&W) 4 Doppel-CDs, Verlag Bear Family, BCD17622 [361141]
- 2020: Experimental German Rock 71-83 (mit W&W), 3 LPs, Soul Jazz Records SJR LP459
- 2021: KRAUTROCK 2 – (mit W), 2 DVD, Romantic Warriors USA, progdocs.com

## Beiträge über/mit Walter Westrupp in elektronischen Medien

### Hörfunk
- 1977: Walter h.c. Meier Pumpe im Superclub, Radio Luxemburg
- 1978: Walter h.c. Meier Pumpe bei Ulf Poseé, WDR – Radiothek
- 1979: Rosenmontagsball live, WDR II, mit WhcMP
- 1982: Live von der Burg Altena – Echo West, WDR, mit WhcMP
- 1983: Treffpunkt Bahnhof - Coburg, DLF, mit WhcMP
- 2008: Das Interview (German Rock Radio –) mit W über W&W und WhcMP
- 2010: Dr. Lutz Neitzert: Krautrock, SWR 2, mit W über W&W
- 2013: Dr. Lutz Neitzert: Von der APO zum LSD, WDR III, mit W über W&W
- 2013: Dr. Lutz Neitzert: Rolf Ulrich Kaiser – ein entschwundener wird 70, WDR 3
- 2018: Volker Hein: 50 Jahre Krautrock, WDR5 / Musikbonus
- 2018: German Rock Radio – Interview mit W über W&W
- 2021: Volker Hein: Witthüser & Westrupp – Lasst uns auf die Reise gehen, WDR 5

### Fernsehen
- 1967: Essens 1. Hippies, WDR III – Hier und Heute, W&W
- 1969: Kinderlied für Erwachsene – Kurze Nacht der langen Haare, BW, mit W&W
- 1969: OKIDOKI – Magazinsendung, RB, mit W&W
- 1969: Portrait W&W, WDR
- 1970: Gallerie der Entertainer / über Trips und Träume, WDR, W&W
- 1970: W&W-Portrait, ORF
- 1971: Fortifeif – Mit Liebe und netter Musik / Der Jesuspilz, WDR
- 1972: POP in Deutschland, VIVA, mit W&W
- 1974: Kölner Treff – Talkshow, WDR, mit WhcMP
- 1975: Mittwochs in… Schmallenberg, WDR, mit WhcMP
- 1978: Mittwochs in… Essen, WDR, mit WhcMP
- 1978: Mittwochs in… D´dorf, WDR, mit WhcMP
- 1984: Michael Schanze Show, ZDF, mit WhcMP
- 2000: POP 2000 – 50 Jahre Popmusik, WDR, Mitwirkung W&W
- 2008: Neues – Uhren aus Computerschrott, 3Sat, mit W
- 2015: Kraut und Rüben – Anfänge der deutschen Rockmusik, WDR, mit W&W
- 2017: 50 Jahre Hippie – Lokalzeit Ruhr, WDR, W
- 2019: Kopfüber in die 60er, WDR, mit W